# Décès en 1998
Décès
- 1994
- 1995
- 1996
- 1997
- 1998
- 1999
- 2000
- 2001
- 2002

Cet article présente une liste de personnalités mortes au cours de l'année 1998 dont la date de décès précise est inconnue.
La liste des personnes référencées dans Wikipédia est disponible dans la page de la Catégorie:Décès en 1998

Les mois de l'année font l'objet de listes spécifiques :

## Date inconnue
| Nom                  | Activités                                           | Âge      | Source |
| -------------------- | --------------------------------------------------- | -------- | ------ |
| Sayed Qassem Rishtya | écrivain, historien, politicien et diplomate afghan | 84 ou 85 |        |